# Regiunea Analanjirofo
Regiunea Analanjiforo este una dintre cele 22 unități administrativ-teritoriale de gradul I (faritra) ale Madagascarului. Reședința sa este orașul Fenoarivo-Atsinanana.